# La corsa della lepre attraverso i campi
La corsa della lepre attraverso i campi (La course du lièvre à travers les champs) è un film del 1972, diretto da René Clément, interpretato da Jean-Louis Trintignant, Robert Ryan, Aldo Ray e Lea Massari.
Nel film appare, non accreditata, una giovanissima Emmanuelle Béart nel ruolo di un bambino.

## Trama
Tony Cardeau fugge inseguito da un gruppo di zingari che vogliono ucciderlo. Assiste all'omicidio di un uomo che sul punto di morire gli affida una grossa somma di denaro: 15.000 dollari.
Paul e Rizzio, gli autori del delitto, rapiscono Tony in quanto testimone dell'assassinio e lo portano nel loro covo, una locanda alla periferia di Montréal, dove con il resto della banda si apprestano ad organizzare il colpo che li farà ricchi. Charlie, il capo della banda, crede che i 15.000 dollari presi da Tony siano andati persi e studia come recuperarli. Tony, temendo di poter essere ucciso, rivela di esserne venuto in possesso ma li tiene nascosti e prende tempo.
Nel frattempo Tony si fa complice di Sugar, la donna di Charley; con il suo aiuto riesce a entrare nella banda per partecipare con loro al colpo. Dovranno rapire la giovane Toboga da un ospedale, dove è sorvegliata dalla polizia, per poterne intascare il riscatto di un milione di dollari da parte di un gangster.
La ragazza però muore qualche giorno prima del rapimento e per non perdere il ricco compenso, la banda pensa di scambiare Toboga con Pepper, una ragazza loro complice, per poter inscenare una falsa consegna della ragazza e ottenere lo stesso il riscatto pattuito. Alla fine però qualcosa va storto: Rizzio e Mattone perdono la vita, Sugar viene arrestata e Charley resta ferito in una sparatoria.
Pepper fugge lontano, mentre Tony e Charley rimasti soli e senza alcuna speranza di sfuggire all'arresto, si barricano nel loro covo e aspettano stoicamente di affrontare i poliziotti che avanzano verso il casolare per catturarli.

## Critica
«Un'avventura di taglio quasi onirico, diretta con discreto mestiere...» *½ 